# NGC 7704
NGC 7704 este o galaxie situată în constelația Peștii. A fost descoperită în 13 octombrie 1827 de către John Herschel. Se află la o distanță de 77,43 de megaparseci de Pământ.